# Carl Schiøtz
Carl Frederik Schiøtz (6. december 1878 i Roskilde – 1. april 1957 i Hellerup) var en dansk arkitekt, der bl.a. har tegnet Bondetinget 8 i Roskilde, Messiaskirken i Charlottenlund og Lundeskovsvej 10-12 & 13-15  som er en del af Studiebyen. Derudover er Carl Schiøtz kendt for at være far til den store danske sanger Aksel Schiøtz.
Carl Schiøtz blev også kendt for sin modstand mod modernismens arkitektoniske former, hvor kasseformen blev anset for den mest funktionelle boligform. Allerede i 1931 kritiserede Carl Schiøtz modernismens flade tage. Kritikken prellede af, men gårdhavehuse i Albertslund og Farum Midtpunkt viste, at hans kritik af de flade tage var velbegrundet og at fejlene var dyre at rette.